# Kavallerie-Schützen-Division
Kavallerie-Schützen-Division bezeichnete im Ersten Weltkrieg einen Verband aus abgesessenen Kavallerie-Regimentern.

## Entwicklung der Kavallerie während des Krieges
Die Kavallerie war bei Kriegsbeginn gegliedert in die sogenannte Heereskavallerie, reine Kavallerie-Großverbände, und die Divisionskavallerie, die den Infanterie-Divisionen zur taktischen Aufklärung unterstellt war. Die großen Verluste an Pferden vor allem der Artillerie und des Trains im Laufe des Krieges konnten nicht mehr durch Remonten aus dem Lande, Beschlagnahmungen in den besetzten Gebieten oder Zukäufe aus dem Ausland ausgeglichen werden. Außerdem war im Stellungskrieg die Kavallerie nicht einsetzbar.
Im Herbst 1916 wurde daher die Kavallerie neu gegliedert. Durch die neue Gliederung wurde der Soll-Bestand an Pferden in den Regimentern der Heereskavallerie von 769 auf 675 reduziert und die dadurch überzähligen Pferde an die Artillerie und an den Nachschub abgegeben. Zusätzlich wurde die 3. Kavallerie-Division aufgelöst, die 4., 5. und 9. Kavallerie-Division mussten ihre Pferde ganz abgeben und ihre Regimenter wurden „unberitten“. 1917 verlor auch die 8. Kavallerie-Division ihre Pferde, zwischen Februar und April 1918 wurden die 5., 8. und 9. Kavallerie-Division aufgelöst und die 6., 7. und die Garde-Kavallerie-Division in Kavallerie-Schützen-Divisionen umgewandelt.
Die Divisionskavallerie wurde 1916 eskadronsweise den neu gegliederten Infanteriedivisionen unterstellt, die Stäbe dieser Regimenter in Stäbe von Infanterie- oder Jäger-Regimentern umgewandelt oder als Pferdeinspizienten bei den Armeeoberkommandos eingesetzt.

## Kavallerie-Schützen-Division
Die Begriffe „unberittenes Kavallerie-Regiment“ und „Kavallerie-Schützen-Regiment“ beinhalten dasselbe.
Eine Kavallerie-Schützen-Division gliederte sich in
- Divisionsstab
- Divisionstruppen

eine berittene Eskadron
ein Pionier-Bataillon
eine Nachrichten-Abteilung
- drei Kavallerie-Schützen-Kommandos (aus jeweils drei alten Kavallerie-Regimentern gebildet)

mit vier Kavallerie-Schützen-Eskadrons (sechs leichte M.G. MG 08/15) und ein Maschinengewehr-Eskadron (sechs schwere M.G. 08 und vier leichte Minenwerfer Kaliber 75,8 mm). Die Kampfkraft eines Kavallerie-Schützen-Regiments entsprach etwa der eines Infanterie-Bataillons.
- ein Feldartillerie-Regiment mit drei Abteilungen

Im Vergleich zu den Infanterie-Divisionen besaßen sie auch im letzten Kriegsjahr noch einen hohen Anteil friedensmäßig ausgebildeter Offiziere, Unteroffiziere und Mannschaften und galten daher als Eliteverbände.
Aufgrund der großen Verluste wurden 1918 19 unberittene beziehungsweise Kavallerie-Schützen-Regimenter aufgelöst, bei Kriegsende bestanden noch 27 sowie 5 während des Krieges aufgestellte unberittene beziehungsweise Kavallerie-Schützen-Regimenter.